# Wenceslao Victoria Soto, Michoacán de Ocampo
Wenceslao Victoria Soto är en ort i Mexiko.   Den ligger i kommunen Copándaro och delstaten Michoacán de Ocampo, i den södra delen av landet, 220 km väster om huvudstaden Mexico City. Wenceslao Victoria Soto ligger 1 850 meter över havet och antalet invånare är 456.
Terrängen runt Wenceslao Victoria Soto är kuperad söderut, men norrut är den platt. Runt Wenceslao Victoria Soto är det ganska tätbefolkat, med 179 invånare per kvadratkilometer. Närmaste större samhälle är Copándaro de Galeana, 0,94 km öster om Wenceslao Victoria Soto. I omgivningarna runt Wenceslao Victoria Soto växer huvudsakligen savannskog.